# Glaciar Cleaves
El glaciar Cleaves es un glaciar en la dependencia de Ross en la Antártida. En la Cordillera de Holanda fluye desde el Monte Reid en dirección noroeste y desemboca en el lado este del Glaciar Robb.
El Comité Asesor sobre Nombres en la Antártida le dio el nombre en 1966 en honor a Harold C. Cleaves, capitán del soldado Joseph F. Merrell durante la Operación Congelación de 1964 a 1965.